# Округ Долина
Округ Долина (нем. Bezirk Dolina, Долинский уезд, пол. Powiat doliński) — административная единица коронной земли Королевства Галиции и Лодомерии в составе Австро-Венгрии, существовавшая в 1867—1918 годах. Административный центр — Долина.
Площадь округа в 1879 году составляла 25,1765 миль² (1448,66 км²), а население — 71 588 человек. Округ насчитывал 92 населённых пункта, организованные в 74 кадастровых муниципалитета. На территории округа действовало 3 районных суда — в Долине, Болехове и Рожнятове.
После Первой мировой войны округ вместе со всей Галицией отошёл к Польше.